# Nature Reviews Neuroscience
Nature Reviews Neuroscience — щомісячний нейронаучний рецензований журнал, який видається Nature Portfolio. Він був заснований у 2000 році. Головний редактор — Дарран Єйтс.

## Цілі та сфера застосування
Нейронаука — це архетипова міждисциплінарна наука, що охоплює різноманітні галузі, які мають спільну мету — спробувати забезпечити повне розуміння структури та функції центральної нервової системи. Ряд досягнень у молекулярній нейронауці, нейронауці розвитку та когнітивної нейронауки, стимульований появою нових потужних експериментальних методів і теоретичних підходів, тепер зробив деякі з найстійкіших нейробіологічних питань дедалі легшими.

### Тематика
- Клітинна та молекулярна нейронаука
- Розвиток нервової системи
- Сенсорна, моторна системи та поведінка
- Системи регулювання
- Вище пізнання та мова
- Обчислювальна нейронаука
- Розлади головного мозку

## Реферування та індексування
Журнал реферується та індексується за:
- PubMed / MEDLINE[5]
- Індекс наукового цитування розширено[6]
- Scopus[7]

Відповідно до Journal Citation Reports, імпакт-фактор журналу на 2021 рік становить 38,755, що ставить його на 1 місце серед 274 журналів у категорії «Нейронауки».